# Alexandre Amiel
Pour les articles homonymes, voir Amiel.
Alexandre Amiel, né le 11 avril 1974 à Montréal (Canada), est un journaliste, un realisateur et producteur de télévision français.

## Biographie

### Famille
Il est né le 11 avril 1974 à Montréal au Canada, d'une famille juive d'origine marocaine. Son père est négociant en viande. Son frère, ami intime de Sébastien Selam assassiné en 2003, a quitté la France pour s'installer aux États-Unis,.

### Formation
Alexandre Amiel est d'abord journaliste-reporter. Il réalisa plusieurs enquêtes et documentaires pour diverses chaînes de télévision (TF1, Canal+, France 2, M6). Cependant, c'est à Canal+, depuis 1997, et à l'Agence Capa qu'il a essentiellement travaillé. Il a été l'un des reporters de la rédaction de la chaine cryptée avant de passer 4 ans à l'Agence Capa et au Vrai Journal, en 2003, présenté par Karl Zéro, Il est le seul journaliste à avoir pu pénétrer dans Ground Zero, après les Attentats du 11 septembre 2001.

### Carrière
En 2004, il crée Caméra subjective, une agence de presse audiovisuelle qui se spécialise dans les magazines et les documentaires d'actualité.
Parmi les productions notables: Pourquoi nous détestent-ils ?, Made In France, François Fillon: l'homme qui ne pouvait pas être président, Mon vieux et des emissions: 300 millions de critiques sur TV5 monde,  N'ayons pas peur des mots sur i-Télé, Esprits libres sur France 2, Bonsoir Monsieur le président et Breaking News sur Jimmy.
En 2024, il produit la série "Le négociateur".

### Poker
En 2022, il partage, avec Bruce Toussaint, la passion du poker et participe au European Poker Tour, à Prague,.

## Producteur

### Planète+

#### Série documentaire
- Pour en arriver là, 6 × 52 min sur les principaux candidats à la présidentielle, 2011[7]
- Le Casse, 3 × 52 min, 2014
- Pourquoi nous détestent-ils ?, 3 × 70 min, 2016
- C'était mieux avant, 8 × 52 min, 2015/2016
- Pourquoi nous détestent-ils ? saison 2, 3 × 70 min, 2017
- Comment gagner une élection présidentielle, 4 × 70 min, 2017
- L'enquête de ma vie, 6 × 52 min, 2018
- Pourquoi nous détestent-ils ? saison 3, 3 × 70 min, 2019
- L'enquête de ma vie, saison 2, 6 × 52 min, 2019
- L'enquête de ma vie, saison 3, 6 × 52 min, 2020
- Pourquoi nous détestent-ils? saison 4, 3 × 70 min, 2021
- L'enquête de ma vie, saison 4, 6 × 52 min, 2021

#### Documentaire
- D’ici Demain, Magazine de prospective, 2010-2012[8],
- Marseille Story, 52 min, 2012
- Corsica Story, 52 min, 2013
- C’est pas pour nous !, 70 min, 2017

### France 5
- « Le coup de gueule », Chez FOG, 2007/2008 [9]
- Dans le secret du conseil des ministres, Série de documentaires 3 × 52 min, 2013

#### Documentaire
- Philippe Tesson, un journaliste de combats, «Empreintes», 2010 [10]
- Le Champ des Possibles, 70 min, 2017
- Extra-ordinaires, 70 min, 2018
- Les 10 derniers jours de Marine Le Pen, 90 min, 2018
- François Fillon, l’homme qui ne pouvait pas être président, 90 min, 2018
- A quatre mains, 70 min, 2019
- La revanche des bleus, 90 min, 2019
- Le depart de Monsieur Hulot, 90 min, 2020
- La Chute de la maison Balkany, 90 min, 2021
- Covid-19: Aux origines d'une crise mondiale, 90 min, 2021

### Canal+
- La Matinale, 2004/2005
- Vache Folle, Folle Psychose, 52 min, Spécial Investigation, 2009 [11]
- Cyrille Eldin - Infoman de l’Info, La Matinale, 2009-2012[12],
- Un Monde au bord de la faillite, 90 min, Spécial Investigation, 2009[13],
- Les sans-papiers de la République, Documentaire de 52 min, 2012
- Made in France, Documentaire de 90 min, 2014
- Sandwich, documentaire de 90 min, 2018

#### Réalisateur
- Tous Intérimaires, 52 min, Lundi Investigation, Canal+, 2006
- Jamel, à la vie comme à la scène, 52 min, Canal+, 2005
- Pourquoi nous détestent-ils ?, 80 min, Planète+, 2016
- Pourquoi nous détestent-ils ? le film, documentaire de cinéma, 120 min, 2016

### LCP/Public Sénat/TV5 monde
- 300 millions de critiques, TV5 monde, Magazine Culturel hebdomadaire, 2014/2021
- Présidentielle : une épreuve d’artistes, Public Sénat / TV5Monde / Toute l'Histoire, Documentaire de 52 min, 2017e 20 min, 2018
- N'ayons pas peur des mots, LCP, Emission hebdomadaire, Débat sur l'actualité 2018-2020
- Mon vieux, La chaine parlementaire, Documentaire
- Je pense, donc je vote, Public Senat, documentaire de 52 min, 2022
- Et maintenant 2022!, Public Senat, Emission hebdomadaire, Débat sur la présidentielle 2022

### Court-métrage
- La halde, série de 10, France Télévisions, 2009[14]
- Les Baumettes, d'Hugo Gélin, 2015
- 19 juin, France 2, de 52 min, 2020

### Emissions et magazines
- Vous prendrez bien un peu de recul, Paris Première, 2005
- Les Feux sacrés, Léman Bleu, Série 40 × 26 min, 2006/2008
- Esprits libres, présenté par Guillaume Durand sur France 2, Production éditoriale[15]
- Breaking News, Canal Jimmy, Magazine d'anticipation, Depuis 2008[16],
- N'ayons pas peur des mots, I-Télé, Quotidienne, Débat sur l'actualité 2004/2008[17]
- Des idées pour demain, TF1, 2007
- Bonsoir Monsieur le Président !, Jimmy, Magazine politique d'anticipation, 2011[18]
- Sur la route… avec Laurent Gerra, France 2, documentaire 52 min, 2015
- City Two, Voyage, magazine découverte, 20 x 26 min, 2016
- Pourquoi nous détestent-ils ? le film, documentaire de cinéma 120 min, 2016

### Séries télévisées
- 2023: Le Négociateur, de Yaël Berdugo et François-Xavier Demaison

## Festival
- 2017: Festival international du film sur les handicaps: Président du Jury sélection documentaire